# Engelbert Drerup
Engelbert Drerup, volledige naam Julius Philipp Engelbert Drerup, (Borghorst, 11 februari 1871 - Münster, 16 september 1942) was een Duits klassiek filoloog.

## Biografie
Drerup was de zoon van een postmeester, distilleerder en herbergier. Hij volgde de middelbare school in zijn geboorteplaats en later aan het Rheine Gymnasium en het Paulinum Gymnasium in Münster. Na zijn afstuderen in 1889 studeerde hij klassieke filologie in Münster, München, Freiburg im Breisgau, Berlijn en Leipzig. Daar promoveerde hij in 1894 op het proefschrift De codicum Isocrateorum auctoritate.
Drerup was een enthousiaste KV'er (Kartellverband katholischer deutscher Studentenvereine), lid van Germania in Münster, van Saxonia in München en van Askania-Burgundia in Berlijn. In 1893 was hij medeoprichter van de plaatselijke kringen van de KV in Rome en in 1901 in Parijs.
Zijn universitaire studie werd gevolgd door een jaarlange studiereis door Italië en Griekenland (1895/1896) en kort daarna (1897) de habilitatie in de klassieke filologie in München. Tijdens zijn tijd als privédocent in München ontmoette Drerup de dichter Martin Greif en ontwikkelde hij een sterke literaire interesse. Hij bleef echter een academische carrière nastreven. In 1906 werd hij benoemd tot universitair hoofddocent. In 1910 werd hij erelid van de Archeologische Vereniging in Athene.
In 1913 verkreeg Drerup het hoogleraarschap aan de Universiteit van Würzburg, dat hij aanvaardde. In 1923 verhuisde hij naar de Nederlandse Katholieke Universiteit Nijmegen, waar hij in 1929 tot decaan en in 1930 tot rector werd benoemd. Als rector volgde hij Joannes Henricus Paulus Bellefroid op en werd hij zelf in 1931 opgevolgd door R.L. Jansen. In 1939 ging hij met pensioen. In april 1941 verhuisde hij naar Münster, waar hij op 16 september 1942 na een langdurige ziekte overleed.
Drerups belangrijkste onderzoeksinteresses waren oude retoriek, onderzoek naar het werk van Homerus en de uitspraak van het Grieks. Hij publiceerde talloze monografieën en essays, evenals gedichten.

## Publicaties
- Perioden der klassieke philologie. Grondslagen eener geschiedenis van het humanisme. Nijmegen, Dekker & van de Vegt, 1930
- Isocratis opera omnia (hrsg.), Band 1 (meer niet verschenen), Leipzig 1906.
- Aus einer alten Advokatenrepublik. (Demosthenes und seine Zeit) Paderborn 1916.
- Die Schulaussprache des Griechischen von der Renaissance bis zur Gegenwart. Schöningh, Paderborn, 1930–1932, nadruk Johnson, New York, Londen 1968.
  - Deel 1: Vom XV. bis zum Ende des XVII. Jahrhunderts. 1930 (Studien zur Geschichte und Kultur des Altertums. Ergänzungsband 6)
  - Deel 2: Vom XVIII. Jahrhundert bis zur Gegenwart. 1932 (Studien zur Geschichte und Kultur des Altertums. Ergänzungsband 7)